# Apeadero de Assumar
El Apeadero de Assumar, también conocido como Estación de Assumar, es una plataforma ferroviaria de la Línea del Este, que sirve a la parroquia de Assumar, en el Distrito de Portalegre, en Portugal.

## Descripción

### Localización
Se encuentra en la periferia de la localidad de Assumar, junto a la Ruta Nacional 371.

## Historia
El tramo hasta Elvas de la Línea del Este, donde se inserta este apeadero, abrió a la explotación el 29 de julio de 1863.
En 1934, la compañía de los Caminhos de Ferro Portugueses abrió un servicio central de despachos en Arronches, posibilitando el transporte de mercancías, equipajes y pasajeros entre aquella localidad y la entonces estación de Assumar.